# Grozăvești (metrostation)
Grozăvești is een metrostation in Boekarest, dat bediend wordt door metrolijn 1. Het station werd geopend op 16 november 1979. Station Grozăvești ligt nabij de Dâmbovița, naast de Politehnica Universiteit van Boekarest en het winkelcentrum Carrefour Orhideea. De dichtstbijzijnde stations zijn Petrache Poenaru en Eroilor.
Van Dristor 2 tot Pantelimon:
Dristor 2 · Piața Muncii · Iancului · Obor · Ştefan cel Mare · Piața Victoriei · Gara de Nord 1 · Basarab · Crângaşi · Semănătoarea · Grozăveşti · Eroilor · Izvor · Piaţa Unirii · Timpuri Noi · Mihai Bravu · Dristor 1 · Nicolae Grigorescu · Titan · Costin Georgian · Republica · Pantelimon